# Asylosaurus yalensis
L’asilosauro (Asylosaurus yalensis) è un dinosauro erbivoro, o forse onnivoro, appartenente ai sauropodomorfi. Visse nel Triassico superiore (Retico, circa 205 milioni di anni fa) e i suoi resti fossili sono stati ritrovati in Inghilterra.

## Descrizione
Questo dinosauro è conosciuto attraverso resti quasi completi che hanno permesso di ricostruire l'animale in modo piuttosto dettagliato: Asylosaurus possedeva un corpo snello, lunghe zampe posteriori e arti anteriori piuttosto robusti e artigliati. In generale, l'aspetto era molto simile a quello di altri dinosauri sauropodomorfi vissuti all'incirca nella stessa epoca, Thecodontosaurus e Pantydraco, ma vi erano alcune caratteristiche distintive (ad esempio le ossa del braccio).

## Scoperta e classificazione
I resti fossili di questo animale furono ritrovati in riempimenti di fessura a Durdham Down, nei pressi di Bristol; vennero descritti per la prima volta nel 1836 da Riley e Stutchbury, e attribuiti a un esemplare di Thecodontosaurus, un altro dinosauro descritto nella stessa pubblicazione. In seguito, Othniel Charles Marsh portò i fossili all'università di Yale, negli Stati Uniti, e in tal modo scamparono ai bombardamenti della seconda guerra mondiale che distrussero molte collezioni inglesi (lo stesso esemplare tipo di Thecodontosaurus andò distrutto).
L'esemplare di Yale venne in seguito ristudiato da Peter Galton, che notò differenze con gli altri resti attribuiti a Thecodontosaurus, e nel 2007 venne istituito il nuovo genere Asylosaurus. 
Attualmente, Asylosaurus e Thecodontosaurus sono considerati sauropodomorfi molto primitivi, forse ancestrali ad animali di taglia maggiore quali Plateosaurus e Massospondylus. 

## Stile di vita
È probabile che Asylosaurus fosse un piccolo onnivoro, che si nutriva di piante e insetti; è inoltre possibile che animali simili fra loro (Asylosaurus, Thecodontosaurus, Pantydraco) occupassero nicchie ecologiche simili ma non identiche, a seconda quanto fossero onnivori piuttosto che erbivori. 